# Casa Rosa
 (août 2025).
La Casa Rosa, aussi connue comme villa Eugenia est un hôtel particulier situé à Séville construit en 1894. Il abrite actuellement le siège du Ministère de l'Environnement de la Junte d'Andalousie.

## Histoire
La Casa Rosa a été construite dans une zone située à l'époque en dehors de la zone urbaine de Séville, aux alentours du ruisseau Tamarguillo qui traversait la zone et aboutissait dans le Guadalquivir. En 1884, Juan Cruz, fournisseur du duc de Montpensier, a bâti sur les terrains la Quinta de Santa Cruz. En 1894, après son décès, a été érigée la Villa Eugenia, construite pour Eugenia de la Rocha, marquise d'Angulo, avec une nette influence française,. Entre 1912 et 1916, a eu lieu une première modification avec l'agrandissement de la façade vers la rue Manuel Siurot et la construction de la tour. En 1927, dans le cadre de l'urbanisation de la zone et la préparation de l'Exposition de 1929, Vicente Traver a réalisé de nouveaux agrandissements.
La maison a souffert diverses inondations, notamment celle du printemps 1948, qui a duré deux semaines, et celle de novembre 1961. Dans les années 1970, le propriétaire d'alors, José Mendaro Diosdado, petit-fils de la marquise d'Angulo, a remplacé la couleur grise originale de la façade par le rose, la maison étant connue depuis lors sous le nom de Casa Rosa. 
En 1988, la Junte d'Andalousie a acquis la propriété et a procédé à sa réhabilitation et son agrandissement. La batisse a un temps été le siège de la présidence de la Junte d'Andalousie pendant les travaux de réhabilitation du palais San Telmo entre 2005 et 2010.
Les jardins couvrent près de 10 000 m2. Dessinés à la fin du XIXe siècle, ils n'ont pas été modifiés depuis et constituent un vestige du Romantisme, avec un tracé combinant des aspects paysagistes et pittoresques.